# Godsville
Godsville è l'album collaborativo tra il rapper statunitense KRS-One e il produttore hip hop statunitense Show. Pubblicato il 15 febbraio 2011 in formato digitale e l'8 marzo successivo in versione fisica, è distribuito da DITC Records.

## Tracce
Testi di Lawrence Parker, musiche di Show.
1. Intro – 1:24
2. Improve Myself – 3:21
3. Show Power – 2:48
4. We Love This (featuring Fred the Godson) – 3:47
5. This Flow – 2:27
6. The Truth – 2:36
7. Legendary – 2:42
8. Hear Me More – 1:43
9. Running in the Dark – 3:34
10. Improve Myself (Touch Version) – 2:55
11. Another Day (featuring Jay Nortey) – 3:08

Durata totale: 30:25
Tracce bonus
1. Show Power (Park Jam Mix) – 2:56
2. Another Day (Park Jam Mix) – 2:56